# Devadasi

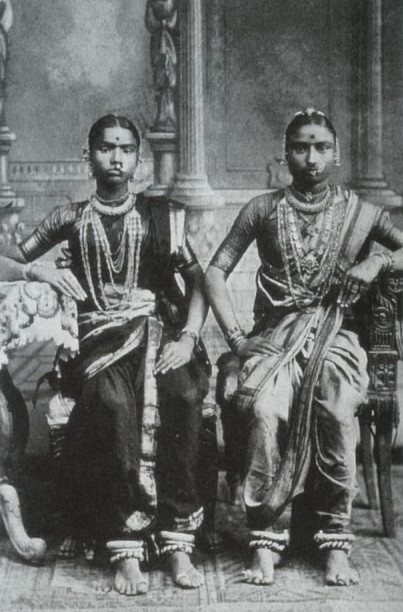
Devadasi presso Tamil Nadu, (India), in una fotografia del 1920.

Devadasi è un termine usato in India per indicare le donne che, secondo una pratica religiosa induista, vengono fatte "sposare" alla divinità di un tempio. Il rito è stato documentato in modo dettagliato a partire dal X secolo. Questa pratica è in parte ancora presente in alcune zone del Sud dell'India. La parola devadasi significa "serva di dio". Molte bambine che vivono nelle regioni più povere dell'India sono destinate dai loro genitori a diventare devadasi. Tuttavia una volta divenute adulte vengono vendute, diventando così un'importante fonte di reddito per la famiglia. 
Secondo la tradizione le devadasi erano in origine addestrate alla preghiera, alla danza e alla musica; potevano benedire e eliminare il malocchio, spesso erano cortigiane, ma con una libertà di molto superiore a quello delle altre donne. Oggi queste ragazze vengono private di una normale vita affettiva (non possono sposarsi). Diverse donne si stanno ribellando e organizzando in un movimento con lo scopo di condurre un'opera di sensibilizzazione nei confronti delle famiglie e aiutare chi intende abbandonare questa condizione.